# Andrea Aguilera
Andrea Victoria Aguilera Paredes (Ventanas, 27 aprile 2001) è una modella ecuadoriana, vincitrice del concorso Miss Supranational 2023.

## Biografia
Aguilera è nato a Ventanas. Stava studiando medicina all'Università di Guayaquil nel 2021 e ha ripreso gli studi, conseguendo una laurea in affari internazionali presso l'Università di Specialità Spirito Santo.
Il 26 giugno 2021, Aguilera rappresenterà i Los Rios al Miss Grand Ecuador 2021 alla TC Television di Guayaquil e vincerà il titolo. Il 4 dicembre 2021, Aguilera rappresenterà l'Ecuador al concorso Miss Grand International 2021 a Bangkok, Thailandia e piazzato come 2 ° classificato a Nguyễn Thúc Thùy Tiên del Vietnam.
Il 14 luglio 2023, Aguilera rappresenterà anche l'Ecuador al concorso Miss Supranational 2023 a Nowy Sącz, in Polonia, prima di essere annunciata come vincitrice del concorso e gli succedette Lalela Mswane del Sudafrica.